# 滝沢川 (飯綱町)
滝沢川（たきざわがわ）は、長野県信濃町から飯綱町まで流れる一級河川。

## 概要
信濃町大字大井字西谷地1904番地（旧富士里小学校西前）を上流端とし、八蛇川との合流点までの延長4,578mの一級河川である。

## 黒河川として
「長野県町村誌」では、黒川村（現飯綱町大字黒川）の中でこの川を黒河川と称して次のように解説している。「源を黒姫山の麓にて鳥居川を分流し、大井・穂並の両村を貫流して数カ村の流末、及び旧霊仙寺村、旧霊仙寺の大門より発する流水と会し、字祖父窪井に入り下流一流となり黒河川と称し、樽川と会し、古町村地内にて鳥居川の分流と会し、曲流して古町、黒川の堺を流れ、黒川村に入り数派に分け田用水となす」

## 支流
- 樽川（たるがわ）
- 大門川（だいもんがわ）
- ソブ川（そぶがわ）

## 流域の自治体
長野県
- 信濃町
- 飯綱町